# Thomas St Leger
Thomas St Leger (v. 1440 – exécuté le 13 novembre 1483) était un noble anglais.

## Biographie
En 1465, il est condamné par le Parlement à avoir la main coupée pour s'être bagarré dans le Palais de Westminster mais le roi Édouard IV le pardonne. Il combat pour ce même roi à Barnet et Tewkesbury en 1471. Il épouse en 1474 Anne d'York, la sœur aînée du roi et divorcée du duc d'Exeter. Elle meurt en couches en 1476 en lui donnant une fille, Anne. En 1475, Thomas est l'un des représentants du roi qui signent le traité de Picquigny avec le roi de France Louis XI. Il est nommé chevalier de l'Ordre du Bain peu après.
En juin 1483, son autre beau-frère Richard de Gloucester s'empare du trône au détriment d'Édouard V, fils aîné d'Édouard IV, qui est emprisonné à la Tour de Londres. Thomas assiste au couronnement de Richard III le 6 juillet. Il participe cependant à la rébellion du duc de Buckingham visant à restaurer Édouard V en octobre 1483. Menant un soulèvement à Exeter, il est capturé et exécuté le 13 novembre sur ordre de Richard.